# Bierzwnica
Bierzwnica [bjɛʐvˈnit͡sa] (trước đây là Reinfeld của Đức) là một ngôi làng thuộc khu hành chính của Gmina widwin, thuộc quận Świdwin, West Pomeranian Voivodeship, ở phía tây bắc Ba Lan. Nó nằm khoảng 13 kilômét (8 mi) về phía đông nam của Świdwin và 95 km (59 mi) về phía đông của thủ đô khu vực Szczecin.